# Glen Kidston
George Pearson Glen Kidston, född den 23 januari 1899, död den 5 maj 1931, var en brittisk sjöofficer, racerförare och pilot.
Kidston tillhörde en välbärgad skotsk bankfamilj. Han deltog i första världskriget som sjöofficer. Efter kriget tillhörde han ubåtsflottan. 
Kidston ägnade sig åt motorsport, först på motorcykel, innan han började med biltävlingar med en Bentley. Han körde sitt första Le Mans-lopp 1929. Året därpå vann han tävlingen, tillsammans med Woolf Barnato i en Bentley Speed Six.
Kidston omkom i en flygolycka i Natalprovinsen 1931.